# Dia da Língua Chinesa nas Nações Unidas
O Departamento de Informação Pública das Nações Unidas aprovou a decisão de celebrar em 20 de abril o Dia da Língua Chinesa nas Nações Unidas.

## Celebração
Em 19 de fevereiro de 2010, o Departamento de Informação Pública das Nações Unidas no documento OBV/853-PI-1926 aprovou a decisão de celebrar em 20 de abril o Dia da Língua Chinesa nas Nações Unidas.